# Graham (Alabama)
Graham es un lugar designado por el censo ubicado en el condado de Randolph en el estado estadounidense de Alabama. En el año 2010 tenía una población de 211 habitantes.

## Geografía
Graham se encuentra ubicado en las coordenadas 33°27′27.41″N 85°19′14.82″O / 33.4576139, -85.3207833.